# Eucalyptus scopulorum
Eucalyptus scopulorum är en myrtenväxtart som beskrevs av Kenneth D. Hill. Eucalyptus scopulorum ingår i släktet Eucalyptus och familjen myrtenväxter. Inga underarter finns listade i Catalogue of Life.